# Manel Cruz
Manuel Gomes Coelho Pinho da Cruz, más conocido como Manel Cruz (São João da Madeira, 16 de octubre de 1974), es un cantante, guitarrista y letrista portugués.

## Biografía
Realizó estudios en la Escuela Secundaria Artística Especializada de Soares dos Reis. Primeramente se interesó por los cómics llegando a realizar algunas exposiciones. Su interés en la música vino más tarde (aunque nunca recibió clases formales) y lo combinaría con sus trabajos como ilustrador y pintor.

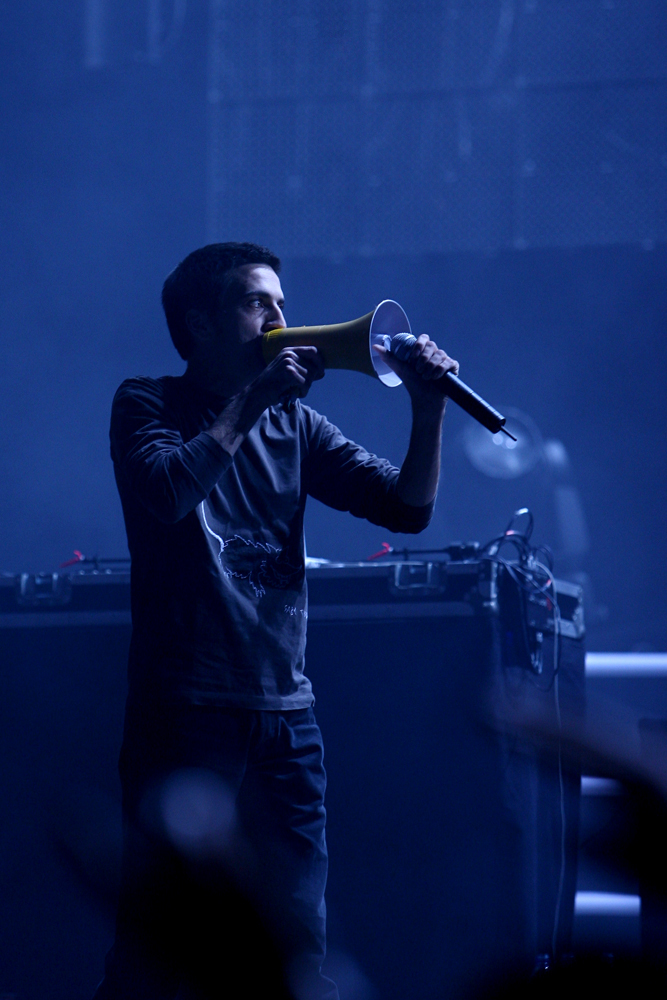
Manel en concierto en noviembre de 2007)

Su carrera musical comenzó en 1991 como cantante, compositor y letrista de la banda Ornatos Violeta, con la que permaneció por cerca de 11 años.
En 2000, Manel Cruz, fue galardonado por la revista Blitz con el premio a “Mejor voz masculina”, al tiempo que Ornatos Violeta logró tres premios esa misma noche.
En 2002, la banda Ornatos Violeta se desintegró y Manel, continuó su carrera con dos bandas en simultáneo: Pluto y los SuperNada,.
En 2006, fue editado el libro «As Letras como Poesia»,  conjunto de ensayos sobre las letras de los Ornatos Violeta. Este libro fue reeditado en 2009.
El 1 de junio de 2008, Manel lanzó el primer álbum de su proyecto en solitario “Foge Foge Bandido” Este proyecto tuvo su origen 10 años antes con el trabajo “O Amor Dá-me Tesão/Não Fui Eu Que Estraguei.
Manel Cruz ha realizado una labor como letrista, con trabajos para la banda Clã con canciones como "Doença do Bem" y "Amigos de Quem", esta última, la interpretó en vivo con la banda, y fue incluida en el disco "Vivo".

## Discografía
- Cão! (1997) con Ornatos Violeta.
- O Monstro Precisa de Amigos(1999) con Ornatos Violeta.
- Bom Dia (2004) con Pluto.
- Foge Foge Bandido -O Amor Dá-me Tesão/Não Fui Eu Que Estraguei (2008) en solitario.